# Фагування
Фагування, Фаготування або фагування та згортання — це техніка обробки металу, яка використовується для виплавлення та кування ковкого заліза, чорнової сталі та іншої сталі. Фаготування — це процес, під час якого стрижні або прутки із заліза та/або сталі збираються (як пучок палиць або «фагот») і зварюються разом. Тоді фагот витягується. Потім брусок може бути зламаний, а з шматків знову зроблений фагот або складений і сплавлений знову.
Коване залізо, яке двічі оброблено, називали «Найкращим»; у разі повторного фагування він стане «Best Best», потім «Treble best» тощо. Фаготування розтягує хімічні домішки всередині металу на довгі тонкі вкраплення, створюючи зерно всередині металу. «Найкращі» бруски мали б межу міцності на розрив уздовж зерна приблизно 23 коротких тонни на квадратний дюйм (46 000 psi, 317 МПа). «Treble best» може досягати 28 коротких тонн на квадратний дюйм (56 000 psi, 386 МПа). Міцність по зерну була б приблизно на 15% нижчою. Завдяки цій зернистості коване залізо особливо складно кувати, оскільки воно поводиться як деревне волокно — схильне до спонтанного розколювання вздовж волокна, якщо його обробляти занадто холодно. Коване залізо, особливо менш очищене залізо, має оброблятися при нагріванні.